# 西森将司 (野球)
西森 将司（にしもり まさし、1987年12月29日 - ）は、京都府京都市出身の元プロ野球選手（捕手）。右投両打。

## 経歴

### プロ入り前
京都市立神川中学校時代は、京都田辺ボーイズに所属。3年時春に全国大会優勝を果たしている。
高校は、北海道の北照高に進学。1年時から公式戦に出場。3年時の夏は、南北海道大会決勝で田中将大擁する駒大苫小牧高に敗れ準優勝に終わる。甲子園出場経験は無し。エースの加登脇卓真とは京都田辺ボーイズ時代からチームメイトであり、1学年後輩には植村祐介がいる。
高校卒業後は、社会人野球のホンダに入社。2006年と2007年の2年間所属する。

### 香川OG時代
2008年1月22日、四国・九州アイランドリーグの香川オリーブガイナーズに入団。1年目の2008年は、正捕手であった堂上隼人との併用や一塁手として起用され、球団の前期優勝・年間優勝・グランドチャンピオンシップ優勝に貢献した。2年目の2009年から、NPB入りした堂上隼人の後を受けて正捕手となる。
3年目の2010年は、他選手と併用されながら前後期優勝・年間優勝を達成し、グランドチャンピオンシップでも石川ミリオンスターズを下し完全優勝を決めた。しかし、自身は打率.233と低迷した。4年目の2011年は、打率.273、2本塁打、25打点、6盗塁の成績を残した。
2011年10月27日のNPB育成ドラフト会議で、横浜ベイスターズから2巡目で指名。支度金300万円、年俸360万円（金額は推定）という条件で、育成選手として入団した。入団当初の背番号は112。ちなみに、会議直後の同年11月4日に球団の経営権がTBSホールディングスからディー・エヌ・エー（DeNA）に譲渡されたため、横浜DeNAベイスターズとしての1期生にも当たる。

### DeNA時代
2012年
公式戦終了後にフェニックスリーグに参加していたが、ルール違反などがあったとして、参加を取り止めさせられた。
2013年
7月17日に支配下登録選手へ移行するとともに、背番号が112から66に変更された。7月27日の甲子園球場での阪神戦にて代打で初出場。初打席で初安打・初打点を記録した。
2014年
チームが低迷していた5月上旬に昇格。スタメンマスクを被ることもあったが、打率は.045と低迷した。シーズン終了後、22％アップとなる年俸660万円で契約更改した。
2015年
2軍スタートとなり、5月15日のイースタン・リーグ・対ロッテ戦で本塁クロスプレー守備の際に負傷、救急搬送され、入院療養することになった。その後、7月に2軍戦に復帰した。9月18日に1軍登録され、代走として2試合に出場した。9月21日に1軍登録を抹消されシーズンを終えた。
2016年
春季キャンプから2軍スタート。7月19日に1軍登録された。チームの代打の切り札後藤G武敏、下園辰哉らの出塁に対する代走として起用された。また、正捕手の戸柱恭孝の打席に代打として送られたが3打席全て凡退に終わる。うち2試合ではその後マスクを被り捕手守備に就いた。8月3日に登録を抹消。その後は10月から開始のみやざきフェニックス・リーグの参加メンバーに選出された。
2017年
二軍で打率.350、OPS.812と打撃は好調だったが、一軍の捕手陣が髙城俊人・嶺井博希・戸柱恭孝の3人で固定されていたため、出場試合数はわずか8試合にとどまった。
2018年
正捕手であった戸柱恭孝の不振による正捕手争いが勃発していたが、伊藤光の加入などで一軍での出場は代打での3試合のみだった。
2019年
一軍公式戦への出場機会がないまま、レギュラーシーズン終了後の10月1日に球団から戦力外通告を受けた。11月1日に球団を通じて現役引退を表明した。

### 現役引退後
NPBの他球団からチームスタッフ就任の打診を受けたが、「（DeNAの本拠地である）横浜スタジアムで自分の名を冠した試合（冠ゲーム）をいつか実現できるように、スタジアムの近くで働くことを通じて（現役時代の）ファンを喜ばせたい」との意向に沿って、横浜市に本社を置くエンゼルホームへ入社。それと同時に発足したスポーツ企画開発課で、スポーツ関連の新規事業を任される。
2020年12月15日より、オンラインサロンのキャッチャー塾を開校。2021年6月からは小学生から中学生対象のBBC野球教室 神奈川・瀬谷校のヘッドコーチを務める。

## 選手としての特徴・人物

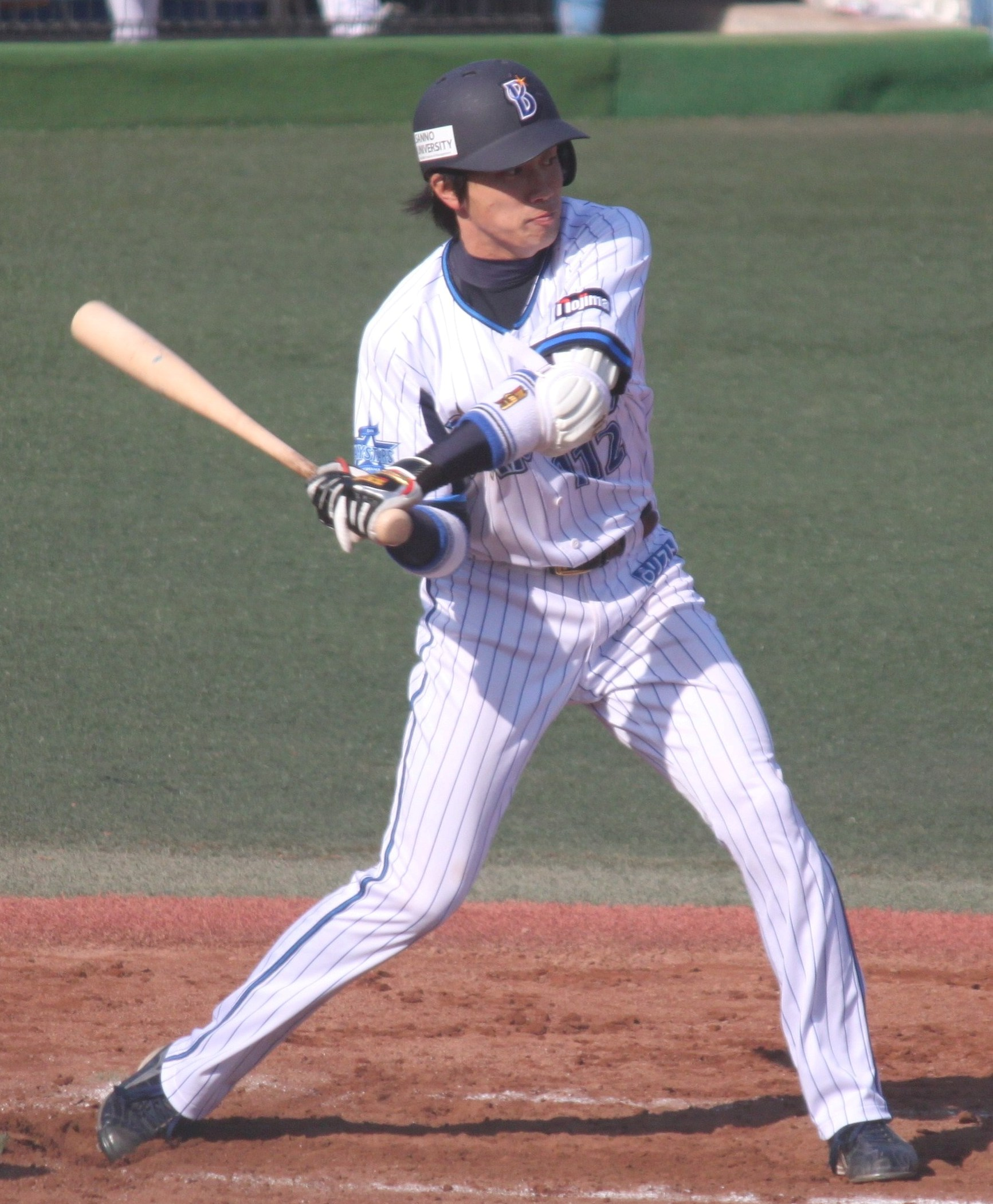
西森の打撃フォーム
（2012年4月1日、横須賀スタジアム）

捕手としては異色の俊足・両打ちの選手である。走力は50m5秒59を誇り、代走で起用される事もある。また強肩で、捕手として二塁送球1.9秒台を誇る。
元々右打ちであったが、自慢の俊足を生かすため2012年シーズンの秋から左打ちの練習を始めスイッチヒッターに転向した。また強肩・俊足を活かし、外野手にも挑戦していた。
2013年10月15日、2012年5月から交際していた女性と結婚している。

## 詳細情報

### 年度別打撃成績
| 年 度    | 球 団    | 試 合 | 打 席 | 打 数 | 得 点 | 安 打 | 二 塁 打 | 三 塁 打 | 本 塁 打 | 塁 打 | 打 点 | 盗 塁 | 盗 塁 死 | 犠 打 | 犠 飛 | 四 球 | 敬 遠 | 死 球 | 三 振 | 併 殺 打 | 打 率 | 出 塁 率 | 長 打 率 | O P S |
| -------- | -------- | ----- | ----- | ----- | ----- | ----- | -------- | -------- | -------- | ----- | ----- | ----- | -------- | ----- | ----- | ----- | ----- | ----- | ----- | -------- | ----- | -------- | -------- | ----- |
| 2013     | DeNA     | 7     | 5     | 5     | 2     | 1     | 0        | 0        | 0        | 1     | 1     | 0     | 0        | 0     | 0     | 0     | 0     | 0     | 1     | 0        | .200  | .200     | .200     | .400  |
| 2014     | DeNA     | 12    | 25    | 22    | 0     | 1     | 0        | 0        | 0        | 1     | 0     | 0     | 0        | 3     | 0     | 0     | 0     | 0     | 6     | 2        | .045  | .045     | .045     | .091  |
| 2015     | DeNA     | 2     | 0     | 0     | 0     | 0     | 0        | 0        | 0        | 0     | 0     | 0     | 1        | 0     | 0     | 0     | 0     | 0     | 0     | 0        | .000  | .000     | .000     | .000  |
| 2016     | DeNA     | 6     | 3     | 3     | 0     | 0     | 0        | 0        | 0        | 0     | 0     | 1     | 0        | 0     | 0     | 0     | 0     | 0     | 0     | 1        | .000  | .000     | .000     | .000  |
| 2017     | DeNA     | 8     | 3     | 3     | 2     | 0     | 0        | 0        | 0        | 0     | 0     | 0     | 0        | 0     | 0     | 0     | 0     | 0     | 3     | 0        | .000  | .000     | .000     | .000  |
| 2018     | DeNA     | 3     | 3     | 3     | 0     | 0     | 0        | 0        | 0        | 0     | 0     | 0     | 0        | 0     | 0     | 0     | 0     | 0     | 1     | 0        | .000  | .000     | .000     | .000  |
| NPB：6年 | NPB：6年 | 38    | 39    | 36    | 4     | 2     | 0        | 0        | 0        | 2     | 1     | 1     | 1        | 3     | 0     | 0     | 0     | 0     | 11    | 3        | .056  | .056     | .056     | .111  |

### 年度別守備成績
| 年 度 | 球 団 | 捕手  | 捕手  | 捕手  | 捕手  | 捕手  | 捕手     | 捕手  | 捕手     | 捕手     | 捕手     | 捕手     |
| 年 度 | 球 団 | 試 合 | 刺 殺 | 補 殺 | 失 策 | 併 殺 | 守 備 率 | 捕 逸 | 企 図 数 | 許 盗 塁 | 盗 塁 刺 | 阻 止 率 |
| ----- | ----- | ----- | ----- | ----- | ----- | ----- | -------- | ----- | -------- | -------- | -------- | -------- |
| 2013  | DeNA  | 2     | 4     | 0     | 0     | 0     | 1.000    | 0     | 0        | 0        | 0        | .---     |
| 2014  | DeNA  | 10    | 63    | 2     | 0     | 0     | 1.000    | 0     | 9        | 9        | 0        | .000     |
| 2016  | DeNA  | 2     | 5     | 1     | 0     | 0     | 1.000    | 0     | 0        | 0        | 0        | .---     |
| 2017  | DeNA  | 1     | 1     | 0     | 0     | 0     | 1.000    | 0     | 0        | 0        | 0        | .---     |
| 通算  | 通算  | 15    | 73    | 3     | 0     | 0     | 1.000    | 0     | 9        | 9        | 0        | .000     |

### 記録
NPB
- 初出場：2013年7月27日、対阪神タイガース13回戦（阪神甲子園球場）、9回表に大原慎司の代打で出場
- 初打席・初安打・初打点：同上、9回表にロバート・ザラテから中前適時打
- 初先発出場：2014年5月1日、対中日ドラゴンズ5回戦（横浜スタジアム）、8番・捕手で先発出場
- 初盗塁：2016年7月19日、対東京ヤクルトスワローズ16回戦（明治神宮野球場）、8回表に二盗（投手：ルイス・ペレス、捕手：西田明央）

### 独立リーグでの打撃成績
以下の数値は四国アイランドリーグplusウェブサイトによる。
| 年 度     | 球 団     | 試 合 | 打 数 | 得 点 | 安 打 | 本 塁 打 | 打 点 | 盗 塁 | 犠 打 | 犠 飛 | 四 球 | 死 球 | 三 振 | 打 率 |
| --------- | --------- | ----- | ----- | ----- | ----- | -------- | ----- | ----- | ----- | ----- | ----- | ----- | ----- | ----- |
| 2008      | 香川      | 77    | 182   | 16    | 51    | 2        | 22    | 16    | 5     | 1     | 12    | 2     | 33    | .280  |
| 2009      | 香川      | 80    | 262   | 36    | 73    | 3        | 39    | 15    | 10    | 1     | 24    | 4     | 50    | .279  |
| 2010      | 香川      | 70    | 146   | 20    | 34    | 2        | 16    | 9     | 9     | 1     | 8     | 0     | 22    | .233  |
| 2011      | 香川      | 62    | 187   | 21    | 51    | 2        | 25    | 6     | 8     | 2     | 15    | 1     | 31    | .273  |
| 通算：4年 | 通算：4年 | 289   | 777   | 93    | 209   | 9        | 102   | 46    | 32    | 5     | 59    | 7     | 136   | .269  |

### 背番号
- 25 （2008年 - 2011年）
- 112 （2012年 - 2013年途中）
- 66 （2013年途中 - 2019年）

### 登場曲
- 「1/3の純情な感情」SIAM SHADE （2016年 - 2019年）